# Edenia
Edenia es un reino ficticio dentro de la serie de videojuegos Mortal Kombat.

## Sobre Edenia
Tal y como su nombre lo sugieren, Edenia es parecido al Jardín del Edén. Es una tierra muy fértil y sus habitantes parecen vivir muchos años más que los humanos. Es por ello que los primeros romanos que llegaron a la península ibérica la denominaron como Edenia.
En Edenia es habitual el uso de la magia por parte de la población local. Edenia es una monarquía feudal, como la mayoría de los reinos en Mortal Kombat.
Edenia es también conocida por haber sido anexada varias veces por otros reinos, como el Outworld. De todos los reinos, Edenia es más parecida al Earthrealm o reino de la Tierra en cuanto a su población.
El primer gobernante conocido de Edenia fue el rey Jerrod. Sus mejores guerreros perdieron diez veces seguidas el Torneo de Mortal Kombat frente a los guerreros del Outworld, liderados por Shao Kahn y según las reglas, Kahn tuvo el poder para invadir Edenia. Outworld ganó la guerra y Edenia fue anexada. Para legitimarse como rey, Kahn forzó a la reina Sindel a un matrimonio obligado y adoptó también a la hija de ésta, la princesa Kitana así como a otros miembros de la Casa Real. Edenia sería liberada luego de 10 000 años, ya que durante todo ese tiempo, el poder de Kahn había ido disminuyendo debido a sus constantes y fallidas invasiones al Earthrealm.

## Especies nativas del Reino
Los Edenianos son seres humanoides, estos viven miles de años como la gente de Seido (otro reino con el que guardan cierto parecido), además todos poseen habilidades especiales.

## Habitantes destacados
- Sindel: reina de Edenia. Varias veces en la corta historia de Edenia luego de su liberación del Outworld, su gobierno fue interrumpido por usurpadores como Shinnok y Onaga.

- Kitana: princesa de Edenia, hija de la reina Sindel. Es también la líder de las fuerzas armadas y es conocida por sus ideales acerca de la seguridad de su reino. Como su madre, ella ha permanecido sola.Esta tiene una media hermana malvada (Mileena) quien vendría a ser una media edeniana y media tarkatana ya que esta es igual a Kitana con el velo puesto pero sin él se deja ver sus grandes y afilados dientes de tarkatan al igual que Baraka.

- Jade, guardaespaldas y mejor amiga de Kitana. Durante el gobierno de Kahn, fue asignada para asesinar a Kitana debido a su traición, pero ésta decidió unirse a su amiga, traicionando ella también al rey. Ahora presta sus servicios nuevamente para Sindel y Kitana.

- Rain. Fue secuestrado por Shao Kahn cuando era niño, ahora, forma parte del ejército de este. Kitana ha tratado de convencerlo para que lo traicione. Al ser también hijo de Argus, es medio hermano de Taven y Daegon.

- Tanya viene de una familia de diplomáticos y embajadores y usó más de una vez sus persuasivos poderes para llevar a Edenia a las fuerzas de la oscuridad. Es inteligente y habilidosa con la magia negra.

- Taven, hijo del Dios protector de Edenia, Argus y de la hechicera Delia. Su hermano Daegon es de raza edeniana, a pesar de haber nacido en el Reino de la Tierra.

- Daegon, hijo del Dios protector de Edenia y la hechicera Delia y hermano de Taven.

- Blaze: monstruo elemental creado por la madre de Taven y Daegon, Delia, sufre de amnesia y es el jefe final en Mortal Kombat Armageddon.

## Relaciones con otros Reinos
No hay duda alguna de que el Earthrealm o reino de la Tierra ha ayudado a Edenia para la liberación de este de las garras de Shao Kahn, por eso, ambos reinos se ven el uno al otro como aliados. Otro reino aliado es el Orderrealm o reino del Orden, sin embargo, los Edenios son conscientes de cuan represivos pueden ser los gobernantes de aquel reino. Debido a la conquista del Outworld sobre Edenia, ambos reinos son claramente enemigos, al menos durante la ocupación de Kahn. La única posibilidad de paz entre ambos reinos se vio durante el comienzo de Mortal Kombat 4 cuando Kitana estaba en proceso de reorganizar la paz en su reino. El ending de Kung Lao en Mortal Kombat Gold nos da la idea de que los esfuerzos de Kitana valieron la pena.
En los diálogos de Mortal Kombat 11 entre Sindel y Sub-Zero, se revela que los antepasados de este último eran oriundos del reino, sin embargo por lo que se sabe Sindel los desterro.

## Poderes que distingue a los luchadores de edenia
Las habilidades de los edenianos en combate es extraordinaria, tanto en el cuerpo a cuerpo como en sus poderes mágicos. La Reina Sindel es capaz de levitar y de dar gritos supersónicos, Tanto la Princesa Kitana como su amiga Jade aprendieron a hacer teletransportaciones a corto espacio, además de que Kitana levita por una poca cantidad de tiempo y realiza ataques con el viento. Jade posee invulnerabilidad y velocidad temporaria. Tanya y Taven controlan los poderes del fuego (Taven en un nivel superior al ser semidiós) mientras que Rain domina el agua y la electricidad.